# Muzeum Tkactwa w Kamiennej Górze
Muzeum Tkactwa w Kamiennej Górze – muzeum położone w Kamiennej Górze. Muzeum jest miejską jednostką organizacyjną.

## Historia
Początki muzealnictwa w Kamiennej Górze sięgają XVIII wieku, kiedy to przy kościele ewangelickim utworzono muzeum, udostępnione do zwiedzania mieszkańcom miasta. Natomiast w 1932 roku tutejsze Towarzystwo Muzeum Regionalnego powołało komisję, mającą na celu utworzenie „Heimatmuseum”. Prace komisji doprowadziły do otwarcia ekspozycji w czerwcu 1939 roku. Siedzibą muzeum było pomieszczenie w budynku dawnej poczty, udostępnione nieodpłatnie przez magistrat.
Po zakończeniu II wojny światowej dość szybko, bo już w 1947 roku doszło do ponownego otwarcia placówki mieszczącej się na pl.Wolności 11 i działającej jako Muzeum Regionalne. Zajmowało ono dwa piętra budynku, w którym mieściło się w latach przedwojennych. Podczas swego istnienia systematycznie wzbogacano zbiory przez byłego kustosza pana Stanisława Sabaka. W latach 60. i 70. XX wieku w muzeum znajdowała się ekspozycja przyrodnicza, przejęta z Gabinetu Osobliwości z dawnego Kościoła Łaski, ostatecznie trafiła ona do muzeów w Wałbrzychu i Cieplicach.

Od 1969 roku placówka funkcjonowała pod nazwą Muzeum Tkactwa Dolnośląskiego, od 2011 roku działa jako Muzeum Tkactwa w Kamiennej Górze.
W 2008 roku przeprowadzono remont kapitalny kamienicy, w której znajduje się muzeum. Ponowne otwarcie placówki miało miejsce we wrześniu 2008 roku.

## Ekspozycje
Na zbiory muzeum składają się następujące ekspozycje:
- „Z dziejów tkactwa ludowego”, obejmująca zbiory związane z obróbką lnu (grzebienie, trzepaczki, cierlice, międlice, czesadła, różnorodne kołowrotki, wrzeciona, przęślice), w większości pochodzące z XIX wieku. Ponadto muzeum posiada zbiór zabytkowych krosien, pochodzących z okresu od XVIII do XX wieku, (wśród nich m.in. krosno żakardowe). Ekspozycje uzupełniają tkackie stroje, sztandary oraz dokumenty.
- „W izbie” oraz „Salon mieszczański”, ukazujące wystrój i przedmioty codziennego użytku, właściwe zarówno dla domów włościańskich jak i mieszczańskich tych terenów.
- „Historia Kamiennej Góry”.

Muzeum jest obiektem całorocznym, wstęp jest płatny.

## Galeria

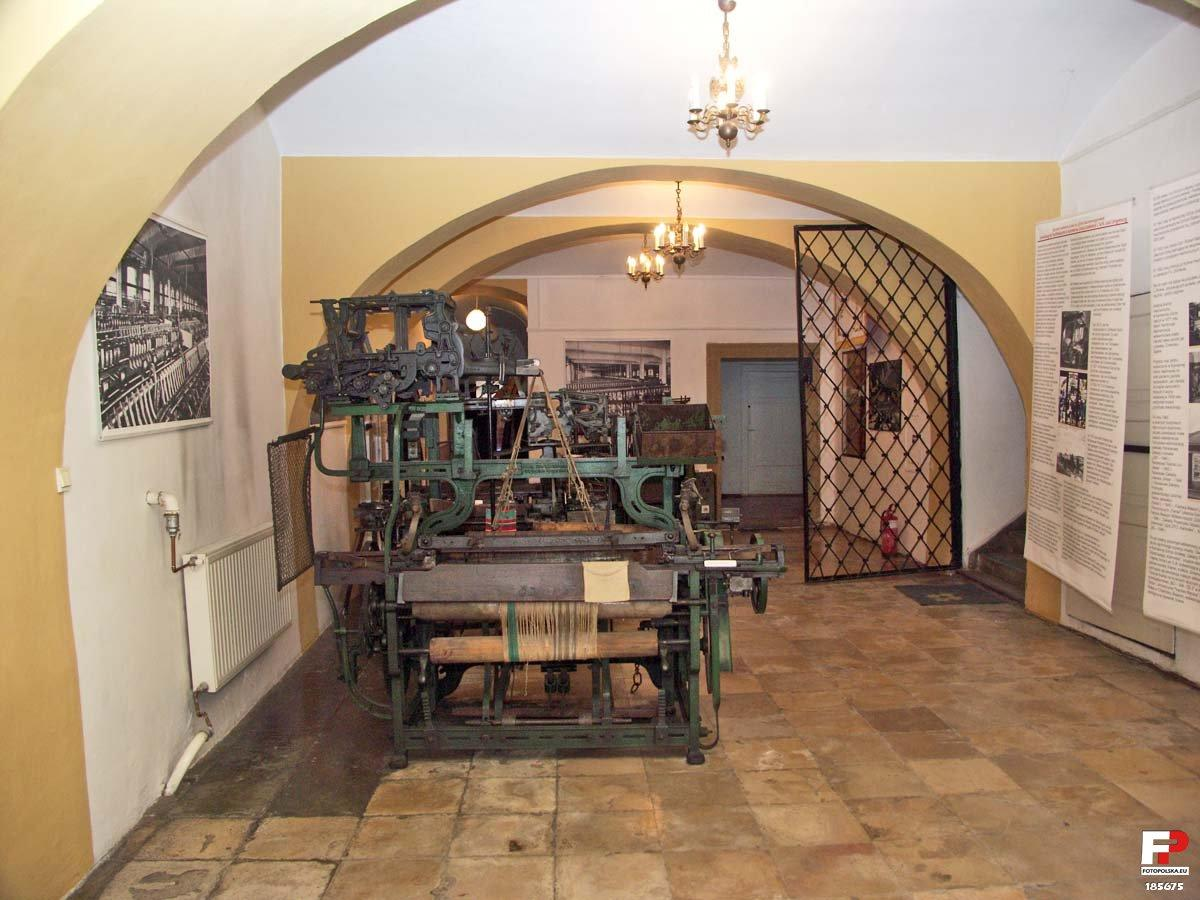
Zbiory muzeum
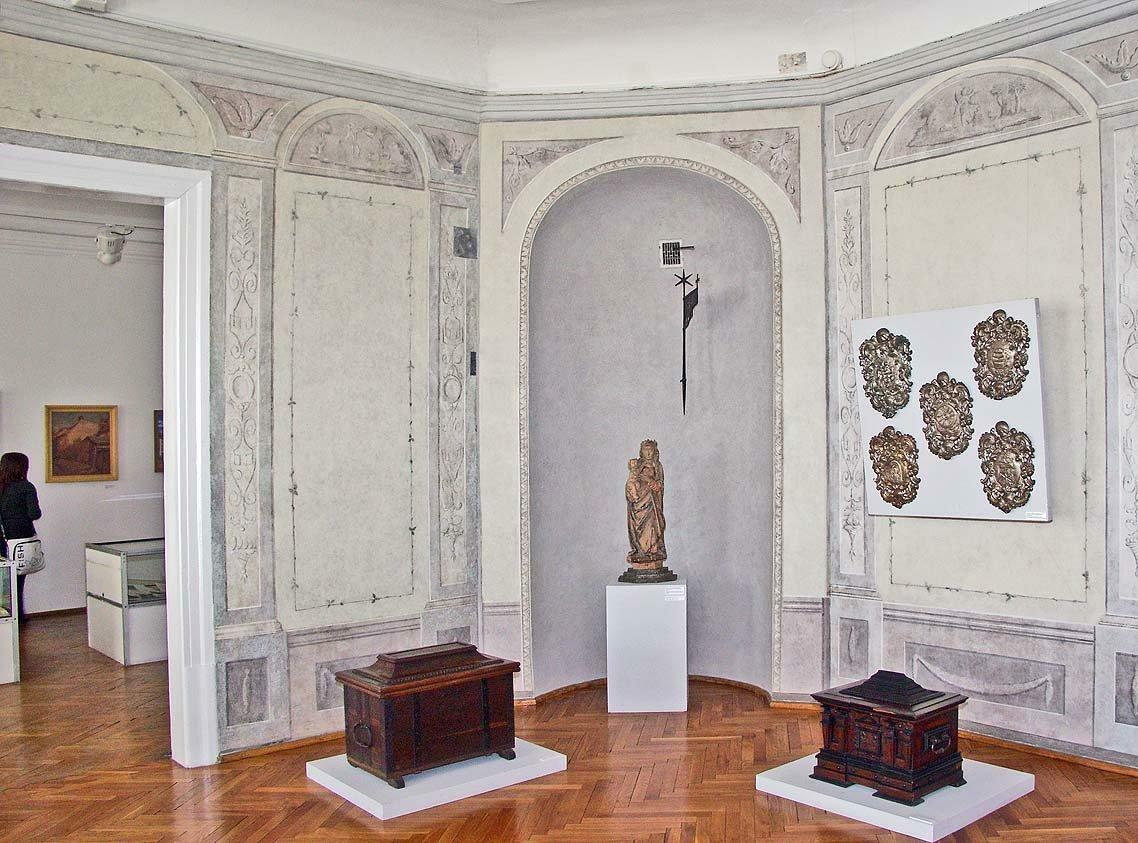
Zbiory muzeum
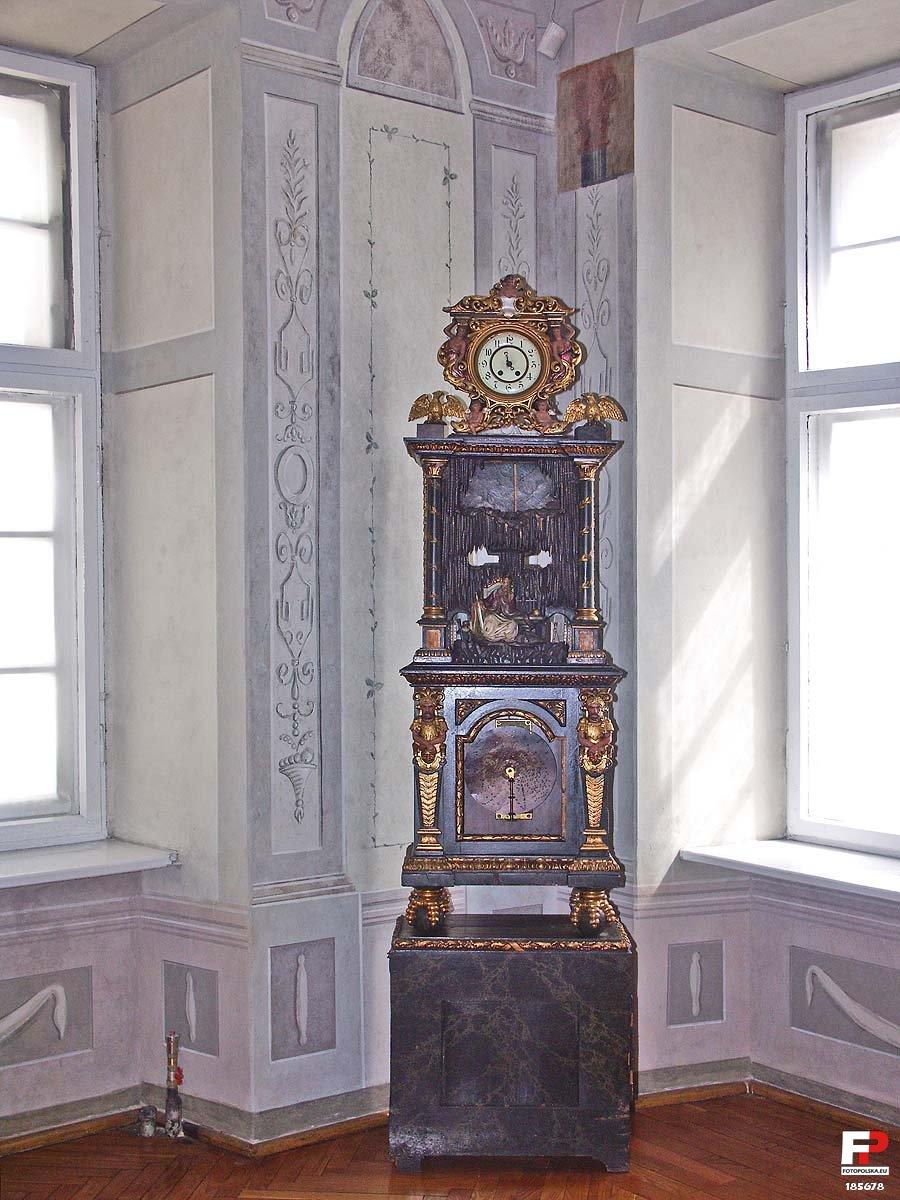
Zbiory muzeum